# Ravishing Grimness
Ravishing Grimness är ett musikalbum av det norska black metal-bandet Darkthrone, utgivet 1999 av skivbolaget Moonfog Productions. Ravishing Grimness är Darkthrones sjunde studioalbum.

## Låtlista
| Nr | Titel                         | Längd |
| -- | ----------------------------- | ----- |
| 1. | Lifeless                      | 5:42  |
| 2. | The Beast                     | 5:30  |
| 3. | The Claws of Time             | 7:03  |
| 4. | Across the Vacuum             | 7:14  |
| 5. | Ravishing Grimness            | 7:26  |
| 6. | To the Death (Under the King) | 4:45  |

- Musik: Fenriz (spår 2), Nocturno Culto (spår 1, 3, 4, 5, 6)
- Text: Fenriz (spår 1, 3, 4, 5, 6), Aldrahn (Bjørn Dencker Gjerde)/Fog (spår 2)

## Medverkande
Musiker (Darkthrone-medlemmar)
- Nocturno Culto (Ted Arvid Skjellum) – sång, gitarr, basgitarr
- Fenriz (Gylve Fenris Nagell) – trummor

Produktion
- Nocturno Culto – producent, omslagsdesign
- Fenriz – producent
- Bernt B. Ottem – omslagsdesign
- Tomas Lindberg – logo